# Diocèse de Paramaribo
Le diocèse de Paramaribo ((la) : Dioecesis Paramariboënsis) est un diocèse de l'Église catholique dont la juridiction couvre le Surinam. Son titulaire actuel est Karel Choennie (en) et son siège est à la cathédrale Saints-Pierre-et-Paul (en) de Paramaribo. Il est suffragants de l'archidiocèse de Port-d'Espagne et membre de la Conférence épiscopale des Antilles.

## Historique
Le 22 novembre 1817, la préfecture apostolique de la Guyane néerlandaise est érigée peu après que cette dernière soit redevenue une colonie néerlandaise. Elle est élevée au rang de vicariat apostolique le 12 septembre 1842, puis comme diocèse le 7 mai 1958 avec Stephanus Kuijpers (nl) comme premier évêque.

## Ordinaires

### Préfets apostoliquesdeGuyane néerlandaise-Suriname
- Martinus van der Weijden (nl) (février 1826 - 14 octobre 1826, décédé)
- Jacobus Grooff (nl) (13 octobre 1826 - 12 septembre 1842)

### Vicaires apostoliquesde la Guyane néerlandaise-Suriname
- Jacobus Grooff (12 septembre 1842 - 29 avril 1852, décédé)
- Jacobus Gerardus Schepers (nl) (7 septembre 1852 - 27 novembre 1863 décédé)
- Johannes Baptist Swinkels (nl) CSsR (12 septembre 1865 - mort le 15 septembre 1875)
- Johannes Schaap (nl) CSsR (20 juin 1876 - décédé le 19 mars 1889).
- Wilhelmus Wulfingh (nl) CSsR (6 juin 1889 - décédé le 5 avril 1906), également évêque titulaire de  Cambysopolis (de)
- Jacobus Cornelius Meeuwissen (nl) CSsR (3 mars 1907 - 11 décembre 1911 démissionnaire).
- Theodorus van Roosmalen (nl) CSsR (5 septembre 1911 - 8 janvier 1947 démissionnaire)
- Stephanus Kuijpers (nl) CSsR (8 février 1946 - 7 mai 1958).

### Évêques de Paramaribo
- Stephanus Kuijpers CSsR (7 mai 1958 - 30 août 1971, émérite)
- Aloysius Zichem (nl) CSsR (30 août 1971 - 9 août 2003, émérite).
- Wilhelmus de Bekker (nl) (12 novembre 2004 - 31 mai 2014, émérite)
- Karel Choennie (nl) (depuis le 11 novembre 2015)[1],[2].